# Androsace lactée
Androsace lactea
Espèce
Classification phylogénétique
L'Androsace lactée (Androsace lactea), également appelée Androsace couleur de lait, est une espèce de plantes à fleurs de la famille des Primulaceae et du genre Androsace.

## Description

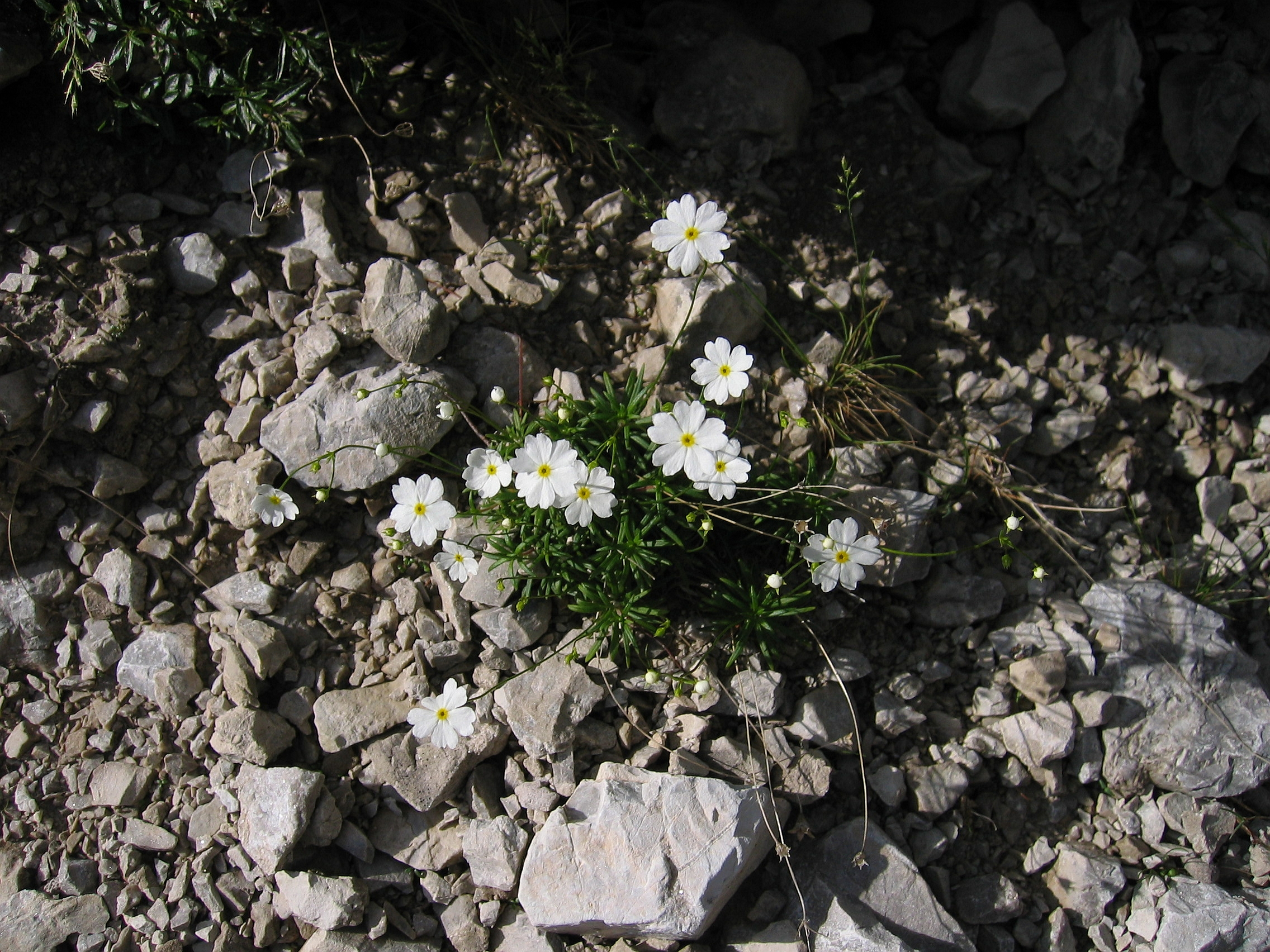
Androsace lactée.

C'est une plante herbacée vivace. Elle se distingue des autres Androsaces par ses petites feuilles étroites, en rosette. Ses fleurs sont blanches à gorge jaune, avec un calice glabre. Elles poussent en ombelles lâches sur une tige fine, donnant un aspect gracieux caractéristique à cette plante.

## Distribution
L'Androsace lactée est un orophyte présent dans certains massifs montagneux de l'ouest et du centre de l'Europe. On la rencontre principalement dans la Cordillère Cantabrique, les Pyrénées, les Alpes, le Massif du Jura, les Carpates et les Sudètes.
Au sein de cette zone de répartition, les populations sont souvent isolées les unes des autres. Ces hiatus de distribution laissent supposer que les populations de cette espèce ont été fragmentées lors des derniers épisodes glaciaires.

## Écologie
L'Androsace lactée ne pousse que sur des terrains et rochers calcaires. Dans les Alpes et le Massif du Jura, elle est caractéristique des groupements sur gros blocs calcaires et des arêtes rocheuses, cherchant toujours une faible exposition au soleil.
C'est une plante de l'étage subalpin principalement, mais dans certaines situations particulières (rochers non exposés au soleil), elle peut subsister dans des stations abyssales, comme par exemple dans les Gorges du Pichoux dans Massif du Jura en Suisse, à 600 m d'altitude. Dans ces situations basses, elle est alors dans des groupements de végétation relevant du Cystopteridion (parois calcaires ombragées).

## Statut de protection
En France, l'espèce est protégée en Franche-Comté.
En Suisse, elle est considérée comme potentiellement menacée (statut NT) selon la Liste Rouge établie en 2016. Comme toutes les espèces de genre Androsace de Suisse, c'est une plante protégée (Annexe 2 de l'Ordonnance sur la protection de la nature).